# جون ألفين (ممثل)
جون ألفين (بالإنجليزية: John Alvin)‏ مواليد 24 أكتوبر 1917 في شيكاغو - الوفاة 27 فبراير 2009 في ثاوزند أوكس، الولايات المتحدة، هو ممثل أمريكي بدأ مسيرته الفنية سنة 1943. شارك في قرابة 25 فلما. من أعماله مكان ما في الزمن. امتدت مسيرته الفنية لأكثر من 51 عاما.

## روابط خارجية
- جون ألفين على موقع IMDb (الإنجليزية)
- جون ألفين على موقع ألو سيني (الفرنسية)
- جون ألفين على موقع أول موفي (الإنجليزية)
- جون ألفين على موقع قاعدة بيانات الأفلام السويدية (السويدية)
- جون ألفين على موقع إن إن دي بي (الإنجليزية)
- جون ألفين على موقع قاعدة بيانات الفيلم (الإنجليزية)
- جون ألفين على موقع كينوبويسك (الروسية)